# Raw Jawz
Gino Di Maio (10 juli 1986), eerder ook actief onder de artiestennaam Raw Jawz, is een Belgische muzikant.

## Biografie
Al jong interesseerde Gino zich voor muziek en op feestjes in de familie trad hij vaak op. Vanaf zijn vijftiende trad hij voor een groter publiek op in clubs, voornamelijk met zelfgeschreven hiphop-muziek. Hier liet hij ook zijn kunde als dj, MC en rapper zien. Zijn doorbraak volgde nadat hij via zijn oom in aanraking was gekomen met de Belgische producer Serge Ramaekers, die hem een contract aanbood. Als artiestennaam koos hij voor 'Raw Jawz'. Met het nummer Tamale scoorde hij in 2004 een hit in Vlaanderen en in februari 2005 nam hij samen met Leki de single Throw 'm up op, die zowel in Nederland als in Vlaanderen goed ontvangen werd.
Na een pauze van enkele jaren begon Di Maio in 2019 met het schrijven van nieuwe muziek. Hiervoor werkte hij onder meer samen met Fatty K. Onder zijn eigen naam bracht hij in 2020 de Nederlandstalige single Hoge toppen uit.

## Discografie

### Singles
| Single met hitnotering(en) in de Vlaamse Ultratop 50 | Datum van verschijnen | Datum van binnenkomst | Hoogste positie | Aantal weken | Opmerkingen |
| ---------------------------------------------------- | --------------------- | --------------------- | --------------- | ------------ | ----------- |
| Tamale                                               | 2004                  | 02-10-2004            | 34              | 2            |             |
| Throw 'm up                                          | 2005                  | 12-03-2005            | 31              | 8            | met Leki    |

| Single met eventuele hitnotering(en) in de Nederlandse Top 40 | Datum van verschijnen | Datum van binnenkomst | Hoogste positie | Aantal weken | Opmerkingen                            |
| ------------------------------------------------------------- | --------------------- | --------------------- | --------------- | ------------ | -------------------------------------- |
| Throw 'm up                                                   | 2005                  | 26-03-2005            | tip19           | -            | met Leki / Nr. 45 in de Single Top 100 |